# Новелли, Эрмете
Эрмете Новелли (итал. Ermete Novelli; 5 марта 1851, Бертиноро — 30 января 1919, Неаполь) — итальянский театральный и киноактёр и драматург.
Родился в семье суфлёра. Начал играть на сцене в 1866 году и играл характерные и комедийные роли в ведущих итальянских труппах в период с 1871 по 1885 год. В 1885 году создал собственную труппу, которая с успехом гастролировала в Париже в 1898 и 1902 годах. В 1900 году он основал в Риме театр Cosa di Goldoni по образу и подобию «Комеди Франсэз». Он поставил спектакль по новелле Эмиля Габорио Monsieur Lecoq, а также написал, в том числе в соавторстве, несколько комедий и целый ряд моноспектаклей. В 1902 году вернулся в родное селение и написал автобиографию Foglietti sparsi narranti la mia vita. В последние годы жизни снялся в ряде немых фильмов. Умер в Неаполе на сцене во время спектакля.
В 2002 году в Италии учреждена премия за актёрские достижения, названная его именем.